# アクションピザッツ
『アクションピザッツ』（ACTION PIZAZZ）は、双葉社の発行する成人向け（非成年指定）月刊漫画雑誌。
発売日は発行月号の前々月21日。判型はB5判・中綴じ。

## 概要
『アクションピザッツ』は、双葉社の発行する漫画雑誌であるが、その歴史には幾多の変遷があり、創刊時点と現行誌では雑誌としての傾向が著しく異なっている。
創刊から月刊化まで
『漫画アクションピザッツ』は1991年に創刊された。同社発行の『漫画アクション』の別冊『アクションキャラクター』を前身誌として、隔週刊青年漫画誌としてのリニューアル創刊となる。その後の掲載作品の傾向の変移に伴い、一時期休刊したものの復刊を果たした。
2004年に同社の『漫画アクション』が復刊したのに伴ってリニューアルを受け、以降は成人向け漫画作品に特化している。2008年4月（同年6月号）より月刊となり、同時に誌名が現行の『アクションピザッツ』へと変更された。
現行の『アクションピザッツ』の特徴
月刊化に先立つ2007年後半より、表紙イラストについては彩画堂の専任となり、現在に至るまで継続されている。それ以前は、同年に隔号を担当する時期を半年間ほど挟み、2005年後半より2007年前半までは梅谷ケンヂの専任となっていた。さらにそれ以前には、各掲載作家のイラストをコラージュする形式がとられていた。
なお成年コミック誌ではあるもののゾーニング上は「非成年指定」となっており、青少年保護条例による有害図書の規制対象となるコンビニエンスストアなどを除けば、18歳未満であっても雑誌の購入自体は可能である。
関連誌
姉妹誌（関連誌）には、月刊誌『アクションピザッツSP（スペシャル）』および月刊誌『アクションピザッツDX（ディーエックス）』があり、他に再録を中心とした不定期刊の『アクションピザッツHB（エッチビー）』がある。
2008年4月に行われた全面的なリニューアルにともない、本誌『アクションピザッツ』は隔週刊から月刊となり、ほとんどの連載作品が移籍して『アクションピザッツDX』が新創刊され、同時に増刊扱いだった『アクションピザッツSP』が独立創刊を果たし、以降の3誌体制が確立された。
単行本レーベル
単行本化に際しては、本誌『漫画アクション』を母体とする同社の中核レーベルである「アクションコミックス」より刊行されていた。
掲載傾向が徐々に成年コミック系の作品に移行していった後もこの体制は継続されたが、2012年頃から同社の関連会社であるエンジェル出版の「エンジェルコミックス」レーベルへ成年コミック系の作品の移管が行われており、2013年以降は同レーベルにて刊行されている。
これにより同時期以降の『アクションピザッツ』およびその関連誌では、掲載誌と単行本の出版元が異なるのが常態という点が特徴となっている。なお、アクションコミックス時代からエンジェルコミックス時代までの『アクションピザッツ』掲載作品の単行本では「成年コミック」の指定マークは基本的に適用されていなかったが、2014年の6月より新規マーク「18未満」の一律適用を開始している。

## 連載作品

### 2015年5月号時点での連載作品
- 人妻たちの浮気レポート（ともだ秀和）：2004年 -
- Cheers!（チャーリーにしなか）：2012年4月号 - ※「メンズヤング」休刊に伴い同誌より移籍
- ひるがお[注 5]（艶々）：2012年5月号 - ※隔月連載 ※「メンズヤング」休刊に伴い同誌より移籍
- W乳れ〜しょん（にしまきとおる）：2014年11月号 -
- 居候 神様（松波留美）：2014年12月号 -
- 秘密のアルテミス（デコセンタクジ）：2015年2月号 -
- Pear Phone（大石中二）：2014年11月号 -
- アイビキ。ナイショバナシ。3（ななみ静）：2015年3月号 -
- 無明の渦（タカスギコウ）：2015年4月号 -
- パートタイム マナカさん（彩画堂）：2015年5月号 -

### 過去の連載作品

#### 1991年 - 2004年
以下の作品は、1991年の創刊時から、休刊・復刊を経て、2004年のリニューアルまでに開始された作品。
単行本は双葉社アクションコミックスから刊行。
- いやな奴（画：はやせ淳、作：矢島正雄）
- 音やん（中村博文）（※月一掲載。2004年のリニューアルに前後して連載休止。後にアンソロジーコミック「食の鉄人たち」にて再開）
- おるちゅばんエビちゅ（伊藤理佐）（※2007年完結。主婦と生活社「ギガ/Shan」から移籍
- 家庭教師Miki（梅谷ケンヂ）：1999年3月17日号 - 2002年3月20日号
- キャスター夏目玲子の×××[注 6]（尾崎晶）：1999年9月4日号 - 2002年12月6日号
- 銀と金（福本伸行）（※1996年に連載休止、そのまま完結）
- 大市民（柳沢きみお）
- 南の家族（高橋和男）
- BARレモン・ハート（古谷三敏）（※月一掲載。「漫画アクション」に移籍）
- 花は紅（村生ミオ）
- 蛍のレシピ　美食探偵ホームズの事件簿（画：市川智茂、作：まりあ志優）：月一掲載。2001年8月4日号 - 2002年5月3日号
- ひとみのカルテ（梅谷ケンヂ）：2003年8月2日号 - 2006年12月20日号
- フーゾク王（山崎大紀）

#### 2004年 - 2008年
以下の作品は、2004年のリニューアルから2008年の月刊化までに開始された作品。
単行本は双葉社アクションコミックスから刊行。
- SD（ムラマツヒロキ）：2008年7月号 - 2008年9月号
- 縁切り本舗（前田千石）：2008年3月19日号（第1話のみ） ※新創刊の「アクションピザッツDX」へ移籍
- 美味しく召し上がれ（zen9）：2005年10月19日号 - 2006年7月19日号
- お気に召すママ（タカスギコウ）：2007年11月7日号 - 同年12月19日号
- あなたのOL（かわもりみさき）：2007年5月23日号 - 2008年3月19日号 ※隔号連載 ※新創刊の「アクションピザッツDX」へ移籍
- 彼女にシよう!!（usi）：2007年8月15日号 - 2070年10月3日号
- カフェへようこそ（タカスギコウ）：2007年1月10日号 - 同年2月21日号
- きもちいいくに（ながしま超助）：2007年12月19日号 - 2008年3月19日号 ※隔号連載 ※新創刊の「アクションピザッツDX」へ移籍
- こあびた（zen9）：2007年3月21日号 - 2008年3月19日号 ※隔号連載 ※新創刊の「アクションピザッツDX」へ移籍
- サクラサク（かわもりみさき）：2005年1月15日号 - 2006年4月5日号
- 櫻の園（zen9）：2005年4月20日号 - 2005年7月20日号
- 櫻の園・アゲイン[注 7]（zen9）：2006年8月16日号 - 2007年1月24日号 ※隔号連載
- 人材バンク パッツン2（原茂之）：2007年4月14日号 - 2008年2月10日号
- 玉2ふぉーちゅーん（梅谷ケンヂ）：2007年2月21日号 - 同年11月21日号
- Dear.下町プリンセス（尾崎晶）：2007年6月6日号 - 2009年3月号
- 天使におまかせ（タカスギコウ）：2008年2月20日号・同年3月19日号 ※新創刊の「アクションピザッツDX」へ移籍
- 肉弾アスリー島（米餅昭彦）：2007年2月7日号 - 2007年7月4日号
- 派遣のむうこさん（彩画堂）：2006年12月6日号 - 2008年11月号
- はたらく人妻さん（画：艶々、作：みなかみゆう）：2006年9月6日号 - 2009年7月19日号 ※不定期掲載（全5回）
- ハハカノ（前田千石）：2007年6月6日号 - 2008年1月23日号
- 母と姉と僕と（ちゃんぽん雅）：2007年9月19日号 - 2008年3月19日号 ※新創刊の「アクションピザッツDX」へ移籍
- 母はセクシーアイドル（ちゃんぽん雅）：2004年4月3日号 - 2006年10月4日号
- ママが教えてアゲル♥（ちゃんぽん雅）：2006年11月1日号 - 2007年8月1日号
- みあき♥ひたむき（梅谷ケンヂ）：2008年1月23日号 - 同年3月19日号 ※新創刊の「アクションピザッツDX」へ移籍
- 森乃さんちの婿事情（前田千石）：2005年 - 2007年4月4日号
- ゆき江さん（ムラマツヒロキ）：2008年10月号 - 2012年11月号
- レヴォリューションNo.12（尾崎晶）：2005年9月7日号 - 2007年4月4日号

#### 2008年 - 2012年
以下の作品は、2008年の月刊化から2012年までに開始された作品。
単行本は双葉社アクションコミックスから刊行。2012年以降にエンジェル出版エンジェルコミックスから続巻が刊行された場合は注釈にて特記。
- アナタと個・人・授・業♪（画：タ☆マ、作：RPGカンパニー2）：2010年7月号 - 2010年11月号 ※「アクションピザッツDX」へ移籍
- いちご♡レモン[注 7]（ななみ静）：2009年3月号 - 2009年6月号
- イナカノ[注 7]（黒河澪）：2008年8月号 - 2009年7月号
- 淫戯の果て[注 8]（タカスギコウ）：2011年6月号 - 2013年1月号
- 淫Y赤絨毯（画：十六夜清心、作：山吹まさと）：2011年10月号 - 2013年9月号 ※不定期掲載（全7回）
- 奥さん!米屋です（ななみ静）：2010年1月号 - 2010年8月号
- おたくのメガミさん（彩画堂）：2009年1月号 - 2010年7月号
- おとなチャレンジ（米餅昭彦）：2005年 - 2006年12月20日号
- 会社でいろいろ（原茂之）：2012年1月号 - 2012年9月号
- 家政婦と暮らす100の方法（ポン貴花田）：2006年 - 2008年6月号
- 彼女の飼い方 ねこなま（ゆずぽん）：2010年7月号 - 2011年4月号
- くるりさんとヒラリさん（彩画堂）：2011年9月号 - 2012年3月号
- 婚活星人ミコ（エナみシン）：2012年12月号 - 2013年11月号 ※4コマ漫画
- サカリッキ（ななみ静）：2010年12月号 - 2011年7月号
- 純愛ラボ（ななみ静）：2011年11月号 - 2012年7月号
- セクハラマン（ながしま超助）：2004年 - 2007年10月17日号
- つぼみな奥さん（ポン貴花田）：2008年7月号 - 2009年3月号
- チェリー（みさと憂）：2010年5月号 - 2011年1月号
- ちょこぱッ!（ポン貴花田）：2009年4月号 - 2010年9月号
- Dear My Mother[注 2]（にしまきとおる）：2011年8月号 - 2014年7月号
- バージン♥ハウス（みさと憂）：2011年2月号 - 2011年11月号
- 密やかに熟れる花（画：艶々、作：宇野みづき）：2009年7月号 - 2011年3月号 ※隔月連載
- 芳蜜ソルト（高橋こばと）：2011年2月号 - 2011年10月号 ※隔号連載
- ポロリ。（みさと憂）：2012年2月号 - 2012年5月号
- ママハメ（ななみ静）：2009年8月号 - 2009年11月号
- まんがのような人妻との日々（英丸）：2011年1月号 - 2012年1月号
- 水野姉妹物語（黒河澪）：2009年8月号 - 2010年4月号
- ムラムラ町（原茂之）：2012年11月号 - 2013年7月号
- やりたいサイト[注 7]（原茂之）：2009年4月号 - 2011年11月号
- ラブフォレスト（北里ナヲキ）：2012年3月号 - 2012年11月号
- ラブプレイス（北里ナヲキ）：2009年1月号 - 2010年6月号
- ルームドライバー（北里ナヲキ）：2010年8月号 - 2012年2月号
- ROCKな恋のメロディ[注 7]（タカスギコウ）：2007年5月23日号 - 同年8月1日号

#### 2012年 -
以下の作品は、2012年から2013年以降に開始された作品。
単行本はエンジェル出版エンジェルコミックスから刊行。2014年6月以降に「18禁」の指定がある場合は注釈にて特記。
- MM2号（タカスギコウ）：2013年4月号 - 2014年1月号
- おしかけフィアンセ（松波留美）：2014年2月号 - 2014年10月号
- 彼方にあまね（高橋こばと）：2012年5月号 - 2013年12月号
- 恋色モーメント（北里ナヲキ）：2013年1月号 - 2013年9月号
- コスって!奥さん!!（松波留美）：2013年6月号 - 2014年1月号
- 女子アナでもいーですか?（ポン貴花田）：2011年9月号 - 2013年10月号
- となりのおくさん（鳩矢豆七）：2014年11月号 - 2015年1月号 ※短期集中連載（全3回）
- ナイショバナシ。（ななみ静）：2012年9月号 - 2013年6月号（「ナイショバナシ。EX」2013年8月号）
- にーづまお背中流します[注 9]（ポン貴花田）：2013年12月号 - 2015年4月号
- ばーじんゾンビ（大石中二）：2013年8月号 - 2014年3月号
- ハッスル!団地妻♥（英丸）：2013年11月号 - 2015年5月号
- はつはは（鳩矢豆七）：2014年4月号 - 2014年9月号
- ハニーライフ(4)ユー（北里ナヲキ）：2014年1月号 -2014年12月号
- 人妻オードリーさんの秘密（彩画堂）：2012年5月号 - 2013年9月号
- 人妻女教師まいんさん[注 3]（彩画堂）：2013年11月号 - 2015年3月号
- ヒメゴト。ナイショバナシ。2（ななみ静）：2013年10月号 - 2015年1月
- ベストカップル（葵抄）：2014年12月号 - 2015年3月号
- マダムパレス[注 9]（タカスギコウ）：2014年4月号 - 2014年12月号
- まんがのような人妻との日々 ひとり勃ち編[注 6]（英丸）：2012年3月号 - 2012年12月号
- まんがのような人妻との日々 立チン出世編[注 6]（英丸）：2013年1月号 - 2013年9月号

#### 掲載時期不明
以下の作品は、掲載された時期が不明な作品。
- えむ・えっち（鹿鳴叶）
- お好きにせめて…（宮田えつこ）：不明 - 2008年3月19日号 ※新創刊の「アクションピザッツDX」へ移籍
- 看護師早乙女綾子の日常（こがわまさよし）
- こちら桃色カンパニー（尾崎晶）：2003年2月8日号 - 不明
- ご・め・ん・ね（海野幸）
- 人生のハマリ道（なすのちぐさ）
- はぐはぐ（画：こなみかなた、作：沼田朗）
- 平成残酷純情看護婦物語 凛（ノボプロ。）

## 関連誌
- スーパーロボットマガジン（隔月：19日発売） - 2001年7月に創刊。アクションピザッツ増刊扱い。
- アクションピザッツSP（月刊：前々月28日発売） - 2004年4月に創刊（同年5月28日増刊号）。当初はアクションピザッツ増刊扱い。2008年4月に独立創刊。
- アクションピザッツDX（月刊：前月7日発売） - 2008年4月に創刊（同年5月号）。
- アクションピザッツHB（不定期刊：15日前後発売） - 2013年2月に創刊（同年3月号）。アクションピザッツDX増刊扱い。